# 고일우
고일우(高達賈, ?~286년)는 고구려의 왕족으로, 고구려의 제12대 왕 중천왕(中川王)의 아들이다.

## 개요
286년에 모반을 획책하기 위해 병을 핑계로 지방을 돌아다니며 세력을 모으다가 서천왕이 그들을 국상에 임명한다는 명을 듣고 도성인 평양으로 찾아갔으나, 서천왕에게 살해당하였다.

## 같이 보기
- 중천왕
- 서천왕